# Liste von Persönlichkeiten der Stadt Coburg
Diese Liste enthält Persönlichkeiten, die mit der Stadt Coburg in Verbindung stehen.

## Persönlichkeiten mit Bezug zu Coburg
Hier sind bekannte Persönlichkeiten aufgeführt, die in Coburg einen Teil ihres Lebens verbracht haben oder in Coburg gestorben sind.
- Balthasar Düring (* um 1466 in Königsberg in Bayern; † Herbst 1529 in Coburg), Theologe, Superintendent Coburgs und Coburger Reformator, lebte ab 1520 in Coburg
- Eukarius Binder (* 2. Hälfte des 15. Jahrhunderts in Coburg; † 26. Oktober 1527 in Salzburg), täuferischer Sendbote und Märtyrer
- Martin Luther (* 10. November 1483 in Eisleben; † 18. Februar 1546 ebenda), Theologe, Reformator und Professor, lebte 1530 in Coburg
- Johannes Langer (* um 1485/1486 in Bolkenhain; † 15. September 1548 in Coburg), Theologe und Reformator, lebte ab 1530 als Prediger in Coburg
- Justus Jonas der Ältere (* 5. Juni 1493 in Nordhausen; † 9. Oktober 1555 in Eisfeld), Jurist, Humanist, Kirchenlieddichter, lutherischer Theologe und Reformator
- Christoph Stathmion auch Christoph Maß, Mass oder Maaß (* um 1508/1509 in Krumau am Kamp; Niederösterreich; † Mitte April (Begräbnis 24. April) 1585 in Coburg), Stadtarzt, Astrologe und Kalendermacher
- Maximilian Mörlin (* 14. Oktober 1516 in Wittenberg; † 20. April 1584 in Coburg), evangelischer Theologe Superintendent und Reformator
- Wilhelm Rudolf Meckbach (* 1543 in Grünberg; † 24. Februar 1603 in Helmsdorf (Gerbstedt)), von 1573 bis 1578 (oder 1580) Kanzler der für die minderjährigen Gebrüder Johann Casimir und Johann Ernst eingesetzten kursächsischen Vormundschaftsregierung von Sachsen-Coburg
- Johannes Dinckel (* 23. Juni 1545 in Tröchtelborn; † 24. Dezember 1601 in Coburg) evangelischer Theologe und Generalsuperintendent
- Petrus Wesenbeck (* 5. Mai 1546 in Antwerpen; † 27. August 1603 in Coburg), flämischer Jurist
- Melchior Bischoff (* 20. Mai 1547 in Pößneck; † 19. Dezember 1614 in Coburg), Kirchenlieddichter und Geistlicher
- Andreas Libavius (* 1555 in Halle (Saale); † 25. Juli 1616 in Coburg), Universalgelehrter, Alchemist und Rektor des Casimirianum
- Peter Sengelaub (* 1558 in Martinroda; Mai 1622 in Coburg), Hofmaler und Fürstlich Sächsischer Baumeister
- Caspar von Teutleben (* 1576 in Laucha; † 1629 in Wenigensömmern), Dichter, Hofrat, Mit-Gründer der Fruchtbringenden Gesellschaft
- Melchior Franck (* ca. 1580 in Zittau; † 1. Juni 1639 in Coburg), Komponist, lebte ab 1603 als Hofkapellmeister in Coburg
- Johann Gerhard (* 1582 in Quedlinburg;  † 17. August 1637 in Jena),  bedeutender Vertreter der lutherischen Orthodoxie., war von 1615 bis 1616 Generalsuperintendent in Coburg
- Johann Matthäus Meyfart (* 9. November 1590 in Jena; † Januar 1642 in Erfurt), protestantischer Theologe, Gesangbuchdichter und Hexentheoretiker
- Johannes May (* 19. September 1592 in Römhild; † 9. Juni 1671 in Coburg), Arzt und Stadtphysicus in Römhild und Coburg
- Johann Dilliger (* 30. November 1593 in Eisfeld; † 28. August 1647 in Coburg), evangelischer Theologe und Komponist
- Cornelius Pleier (* 1595 in Coburg; † 1646 oder 1649 in Prag), Arzt und Gegner der Hexenverfolgung
- Michael Franck (* 16. März 1609 in Schleusingen; † 24. September 1667 in Coburg), evangelischer Kirchenlieddichter
- August Carpzov (* 4. Juni 1612 in Colditz; † 19. November 1683 in Coburg), seit 1651 Kanzler und Konsistorialpräsident in Coburg
- Johann Burckard Rosler (* 22. Februar 1643 in Schotten; † 26. Mai 1708 in Coburg), ab 1680 Hofrat, 1687 Konsistorialpräsident, 1688 Geheimer Rat und 1698 Kanzler in Coburg
- Johann Wilhelm Vogel (* 16. März 1657 in Ernstroda; † 17. Juli 1723 in Coburg), Ostindien-Fahrer, Berginspektor und Schriftsteller
- Gottfried Ludovici (* 26. Oktober 1670 in Baruth bei Bautzen; † 21. April 1724 in Coburg), Theologe, Hymnologe und Kirchenlieddichter, Professor der Theologie und Rektor am örtlichen Gymnasium
- Johann Gerhard Meuschen (* 4. Mai 1680 in Osnabrück; † 15. Dezember 1743 in Coburg), lutherischer Theologe und Geistlicher, Generalsuperintendent von Sachsen-Coburg, Professor und Scholar am örtlichen Gymnasium
- Erdmann Rudolf Fischer (* 28. November 1687 in Hafenpreppach; † 1. Juni 1776 in Coburg), lutherischer Theologe
- Lorenz Adam Bartenstein (* 28. August 1711 in Heldburg; † 25. Februar 1796 in Coburg), Rektor des Casimirianum
- Johann Friedrich Gruner (* 1. August 1723 in Coburg; † 29. März 1778 in Halle (Saale)) evangelischer Theologe, Historiker, Rhetoriker und Pädagoge
- Moritz August von Thümmel (27. Mai 1738 in Schönefeld bei Leipzig; † 26. Oktober 1817 in Coburg), Schriftsteller und Minister, lebte von 1761 bis 1817 in Coburg
- Johann Christian Hofmann (* 11. Februar 1739 in Salzungen; † 16. Februar 1792 in Coburg), Wirklicher Geheimrat in Coburg
- Johann Heinrich Martin Ernesti (; * 29. November 1755 in Mitwitz; † 10. Mai 1836 in Coburg), Gymnasialprofessor, herzoglicher Rat und Konsistorialrat in Coburg
- Albrecht Anton Adolph Hofmann (* 24. September 1758 in Meiningen; † 11. Februar 1837 in Coburg), Jurist und Beamter
- Jean Paul (* 21. März 1763 in Wunsiedel; † 14. November 1825 in Bayreuth), Schriftsteller, lebte von 1803 bis 1804 in Coburg
- Friedrich Karl Forberg (* 30. August 1770 in Meuselwitz; † 1. Januar 1848 in Hildburghausen), Philosoph, Philologe und Beamter, lebte von 1801 bis 1827 in Coburg
- Johann Christoph Matthias Reinecke (* 9. Oktober 1770 in Halberstadt; † 7. November 1818 in Coburg), deutscher Universalgelehrter, der für Beiträge zur Kartographie und Paläontologie bekannt ist
- Karl August von Wangenheim (* 14. März 1773 in Gotha; † 19. Juli 1850 in Coburg), Jurist und Politiker
- Johann Georg Florschütz (* 7. Mai 1779 in Coburg; † 26. Juni 1849), Superintendent in Iserlohn
- Friedrich Rückert (* 16. Mai 1788 in Schweinfurt; † 31. Januar 1866 in Neuses bei Coburg), Dichter, Übersetzer und Orientalist
- Friedrich Wilhelm Donauer (* 4. Oktober 1788 in Thurnau; † 5. März 1870 in Coburg), k.k. Leutnant, Forstfachmann und Pomologe
- Wilhelm August Friedrich Genßler,  (* 6. März 1793 in Ostheim vor der Rhön; † 20. Januar 1858 in Coburg), Generalsuperintendent in Coburg
- Caspar Kummer (* 10. Dezember 1795 in Erlau bei Schleusingen; † 31. Mai 1870 in Coburg), Flötist, Komponist und Musikpädagoge der Romantik
- Friedrich Bröhmer (* 11. April 1796 in Oberlind; † 22. April 1851 in Coburg), Geheimer Staatsrat und Vertreter von Herzog Ernst II. von Sachsen-Coburg und Gotha, als dieser gegen die Dänen kämpfte
- Johannes Gerl (* 29. Oktober 1803 in Salzburg; † 1. Januar 1873 in Coburg), österreichischer Opernsänger (Bariton) und Gesangspädagoge, der ab 1835 bis zu seinem Tode 37 Jahre in Coburg arbeitet und lebte
- Albert von Sachsen-Coburg und Gotha (* 26. August 1819 auf Schloss Rosenau; † 14. Dezember 1861 auf Schloss Windsor), Ehemann Victorias I. von Großbritannien und Irland, ab 1857 britischer Prinzgemahl
- Nina Bellosa (* um 1824 in Gonsenheim; † 4. April 1899 in Gotha), Schauspielerin, Ehrenmitglied der Hofbühne
- Johann Strauss (* 25. Oktober 1825 in St. Ulrich, heute ein Teil von Wien-Neubau; † 3. Juni 1899 in Wien), Kapellmeister und Komponist, ab 1887 bis zu seinem Tod Bürger Coburgs
- Wilhelm Popp (* 29. April 1828 in Coburg; † 25. Juni 1903 in Hamburg); Flötist und Komponist
- Eduard Uhlenhuth (* 15. Juli 1853 in Guben; † 1919), Fotograf; kaufte 1880 das Coburger Atelier des Fotografen Hermann Schwegerle (1848–1921). Das Fotoatelier Uhlenhuth befand sich von 1880 bis 1885 in der Badergasse 1 in Coburg, zog dann an den Albertplatz um, Zinkenwehr 5, wo es von 1885 an etwa hundert Jahre lang, bis in die 1990er Jahre, fortbestanden haben soll.
- Ferdinand I. (* 26. Februar 1861 in Wien; † 10. September 1948 in Coburg), Fürst und Zar von Bulgarien
- Georg Kükenthal (* 30. März 1864 in Weißenfels; † 20. Oktober 1955 in Coburg), Theologe und Botaniker
- Louis Anton von Horst (* 16. Dezember 1865 in Tuttlingen; † 6. September 1947 in Erlangen), Unternehmer und Erfinder
- Max Böhme (* 14. Mai 1870 in Zeitz; † 18. November 1925 in Coburg), Architekt und Stadtbaurat
- Franz Klingler (* 14. Mai 1875 in Oettingen; † 15. Juli 1933 in Coburg), Regierungschef des Freistaates Coburg, Landtagsabgeordneter (SPD) und Schriftleiter des Coburger Volksblatts
- Otto Poertzel (* 24. Oktober 1876 in Scheibe; † 16. Januar 1963 in Coburg), Künstler
- Hans Woldemar Schack (* 3. Juli 1878 in Neustadt bei Coburg; † 15. Februar 1946 in Leipzig), Jurist, Politiker und Botaniker
- Reinhard Claaßen (* 30. Juli 1886 in Norden; † 10. Februar 1960 in Coburg), Architekt
- Hans von Boetticher (* 30. August 1886 in Staraja Russa; † 20. Januar 1958 in Coburg), Zoologe, Ornithologe und langjähriger Leiter des Naturkundemuseum Coburgs
- Fritz Schaper (* 14. Oktober 1890 in Holzminden; † 27. Mai 1966 in Coburg), Politiker und Widerstandskämpfer
- Max Brose (* 4. Januar 1884 in Osnabrück; † 11. April 1968 in Coburg). Kaufmann und Unternehmer, NSDAP-Mitglied und Wehrwirtschaftsführer (Brose Fahrzeugteile)
- Eugen Stocke (* 27. Juni 1895 in Dirmstein; † 3. März 1992 in Rödental bei Coburg), Unternehmer (Porzellanwarenfabrik W. Goebel) und Mäzen, von der Stadt Coburg mit der Namensgebung des Dr.-Stocke-Stadions geehrt
- Richard Wagenbauer (* 30. Juni 1896 in Germersheim; † 20. Oktober 1942 in Coburg), Politiker der NSDAP
- Curt Höfner (* 8. Januar 1899 in Rodach; † 10. April 1980 in Coburg), Bibliothekar
- Johannes Künzel (* 6. Mai 1899 in Oberachern; † unbekannt), Politiker und Stadtrat der NSDAP
- Emil Mazuw (* 21. September 1900 in Essen; † 11. Dezember 1987 in Karlsruhe) General der Waffen-SS und der Polizei, Politiker
- Carl Kaeser (* 14. April 1914 in München; † 8. Juli 2009), Maschinenbauingenieur, Unternehmer (Kaeser Kompressoren) und Ehrenbürger
- Ali Kurt Baumgarten (* 21. März 1914 in Judenbach; † 4. April 2009 in Coburg), Graphiker, Kunsthandwerker und Maler
- Heinz Petruo (* 11. Juni 1918; † 12. November 2001 in Coburg) Rundfunksprecher, Schauspieler und Synchronsprecher
- Bernhard Kapp (* 19. März 1921 in Stuttgart; † 13. Juli 2014), Maschinenbauingenieur, Unternehmer (Kapp Niles)
- Michael Ballhaus (* 5. August 1935 in Berlin; † 11. April 2017 ebenda), Kameramann, lebte in seiner Kindheit einige Jahre in Coburg; seine Eltern gründeten den Coburger Kulturkreis
- Freddy Quinn (* 27. September 1931 in Niederfladnitz/Niederösterreich) österreichischer Schlagersänger und Schauspieler, die Arbeiterwohlfahrt Coburg widmete ihm 2001 den Freddy-Quinn-Platz vor dem Hort in der Neustadter Str. 7b
- Oda Mielenhausen (* 2. Oktober 1938 in Braunschweig; † 18. Juni 2010 in Coburg), Tischtennisspielerin, lebte und starb in Coburg
- Stefan Luft (* 1961), Politikwissenschaftler, Privatdozent an der Universität Bremen, wuchs in Coburg auf und besuchte dort ein Gymnasium
- Detlef Altenbeck (* 1966 in Düsseldorf), Theaterregisseur, seit 2001 Oberspielleiter für Schauspiel und Musiktheater am Landestheater Coburg
- Katja Röder (* 1975 in Coburg), Autorin
- Hermann J. Vief (* 1964 in Neuburg an der Donau), Kultur- und Theaterpädagoge und Regisseur
- Jewgeni Grischbowski (* 20. Juli 1992 in Schytomyr), Musikproduzent und DJ

## Söhne und Töchter der Stadt
Die folgenden Personen wurden in Coburg geboren. Für die Nennung hier ist es unerheblich, ob die Personen ihren späteren Wirkungskreis in Coburg hatten oder nicht. Viele sind andernorts bekannt geworden. Die Liste erhebt keinen Anspruch auf Vollständigkeit.

### 16.–18. Jahrhundert
- Wolfgang Erhardt Abt (16. Jahrhundert-1657), Coburger Chronist und Bürgermeister der 1640er
- Simon Jacob (1510–1564), deutscher Mathematiker und Rechenmeister
- Paul Crusius (ca. 1525–1572) evangelischer Theologe, Mathematiker und Historiker
- Nicolaus Zech (1559–1607), Fürstlich Sächsischer Landrentmeister
- Sigismund Heusner von Wandersleben (1592–1645), Offizier und Politiker, teilweise in schwedischen Diensten
- Andreas Kesler (1595–1643), lutherischer Theologe
- Michael Ludovici (1602–1680), lutherischer Theologe
- Johann Konrad Schwarz (1676–1747), Pädagoge und evangelischer Theologe
- Erhard Reusch (1678–1740), Philologe, Rechtswissenschaftler und Hochschullehrer
- Johann Friedrich Sommer (1684–zwischen 1746 und 1747), Bildhauer des Spätbarock
- Charlotte Wilhelmine von Sachsen-Coburg-Saalfeld (1685–1767), Prinzessin und Gräfin von Hanau-Münzenberg
- Johann Nicolaus von Vogel (1686–1760), Jurist, österreichischer Staatsbeamter und Bibliograph
- Johann Sebastian Albrecht (1695–1774), Arzt und Naturforscher
- Johann Friedrich Christ (1700–1756), Archäologe und Kunstwissenschaftler
- Gottlieb Paul Christ (1707–1786), Geschichtsschreiber, Regierungsrat, Lehrer und Bibliothekar
- Luise Dorothea von Sachsen-Meiningen (1710–1767), Herzogin von Sachsen-Gotha und Altenburg
- Johann Balthasar Kehl (1725–1778), Cellist, Organist und Komponist
- Johann Friedrich Fischer (1726–1799), Philologe
- Johann Heinrich Ayrer (1732–1817), deutscher Reitlehrer
- Christoph Daniel Prätorius (1733–1810), Stadtsyndikus
- Johann Gerhard Gruner (1734–1790), Präsident der Rentkammer und Jurist
- Anton Schweitzer (1735–1787), Komponist
- Friedrich Josias von Sachsen-Coburg-Saalfeld (1737–1815), österreichischer Feldmarschall
- Johann Ludwig von Eckardt (1737–1800), Rechtswissenschaftler
- Johann Friedrich Facius (1750–1825), Pädagoge am Casimirianum Coburg und Altphilologe
- Ludwig Voigt (1752–1835), Pädagoge, Schulinspektor in Riga
- Johann Christian August Clarus (1774–1854), Mediziner
- Johann Heinrich Pertsch (1776–1844), Klassischer Philologe und Geistlicher
- Gottlieb Anton Gruner (1778–1844), Pädagoge und Autor
- Antoinette von Sachsen-Coburg-Saalfeld (1779–1824), Stammmutter des Hauses Württemberg
- Carl Hohnbaum (1780–1855), Arzt und Publizist, Begründer der Hildburghäuser Irrenanstalt
- Juliane von Sachsen-Coburg-Saalfeld (1781–1860), Großfürstin
- Ernst I. (Sachsen-Coburg und Gotha) (1784–1844), Herzog von Sachsen-Coburg-Saalfeld und erster Herzog des neu geschaffenen Doppelherzogtums Sachsen-Coburg und Gotha, preußischer General und Vater von Albert von Sachsen-Coburg und Gotha
- Louise Lehzen (1784–1870), Gouvernante
- Ferdinand Georg August von Sachsen-Coburg-Saalfeld-Koháry (1785–1851), Feldmarschallleutnant in österreichischen Diensten
- Victoire von Sachsen-Coburg-Saalfeld (1786–1861), Mutter der britischen Königin Victoria
- Christian Friedrich von Stockmar (1787–1863), Arzt und Staatsmann.
- Leopold I. (1790–1865), erster König der Belgier
- Christoph Florschütz (1794–1882), Lehrer von Prinz Albert von Sachsen-Coburg und Gotha und dessen Bruder Erbprinz Ernst
- Heinrich Hess (1794–1865), sächsisch-weimarischer Architekt und Baurat
- Heinrich Anton Carl Berger (1796–1861), Arzt, Fossiliensammler, Geologe und Paläontologe

### 19. Jahrhundert
- Rudolf Friedrich Ludloff (1800–1839), sachsen-coburgischer Ökonom
- Bernhard Dorn (1805–1881), deutsch-russischer Orientalist und Hochschullehrer
- Karl Fichtner (1805–1873), Schauspieler
- Gustav König (1808–1869), Maler
- Wilhelm Sebaldt (1803–1874), Regierungsassessor, Richter und Regierungspräsident
- Ernst Friedrich Eberhard (1809–1868), Schulrat, Altphilologe und Naturforscher
- Moriz Adolph Briegleb (1809–1872), Politiker
- Jacob Lindner (1810–1889), Theatermeister, Architekt und herzoglicher Bauinspektor
- Johann Friedrich Emil von Müller (1810–1900), evangelischer Theologe
- Heinrich Justus Schneider (1811–1884), Maler und Zeichner des Realismus
- Alexander von Mensdorff-Pouilly (1813–1871), österreichischer Staatsmann
- Friedrich Hofmann (1813–1888), Schriftsteller und Mitarbeiter an Meyers Konversationslexikon
- Ludwig Max Praetorius (1813–1887), Maler
- Georg Karl Frommann (1814–1887), Germanist und Sprachforscher
- Ernst Georg Fischer (1815–1874), Porzellan-, Genre- und Porträtmaler, Lithograf und Radierer
- Louise von Meyern-Hohenberg (1815–1865), Malerin und Bildhauerin
- Adolf Senfft von Pilsach (1816–1897), königlich-sächsischer General der Kavallerie
- Harald Bagge (1817–1895), Arzt
- Ernst II., Herzog von Sachsen-Coburg und Gotha (1818–1893)
- Ernst Popp (1819–1883), Bildhauer
- Friedrich Forkel (1822–1890), Jurist und Mitglied des deutschen Reichstags
- Heinrich Rückert (1823–1875), Geschichtsschreiber und Germanist
- Selmar Bagge (1823–1896), Komponist
- Ernst Weiß (1828–1871), Opernsänger, Schauspieler und Theaterregisseur
- Richard Ludloff (1830–nach 1913), deutscher Übersetzer, Autor und Dichter
- Wilhelm Pertsch (1832–1899), Bibliothekar und Orientalist
- Georg Meyer (1834–1907), Architekt, Baurat, Direktor der Baugewerkschule
- Felix Draeseke (1835–1913), Komponist
- Max Brückner (1836–1919), Theatermaler
- Eduard von Wasmer (1836–1902), preußischer Generalmajor
- Ernst Faber (1839–1899), Sinologe und Missionar
- August Sommer (1839–1921), Bildhauer
- Carl Friedrich Wittmann (1839–1903), Schauspieler, Schriftsteller, Dramaturg und Intendant
- Fritz Lütkemeyer (1842–1912), Bühnenbildner und Kunstsammler
- Burkhardt Quarck (1843–1909), Jurist und Mitglied des Deutschen Reichstags
- Amalie von Sachsen-Coburg und Gotha (1848–1894), Prinzessin und Herzogin in Bayern
- Bernhard Fischer (1852–1915), Hygieniker
- Ernst Francke (1852–1921), Journalist, Staatswissenschaftler und Sozialpolitiker
- Otto von Stein zu Nord- und Ostheim (1854–1915), preußischer Generalleutnant
- Franz von Schönberg (1855–1916), sächsischer Generalleutnant
- Heinrich von Stein zu Nord- und Ostheim (1857–1887), Philosoph, Pädagoge und Publizist
- Eduard Study (1862–1930), Mathematiker
- Anna Ritter, geborene Nuhn (1865–1921), Dichterin und Schriftstellerin
- Ferdinand Lepcke (1866–1909), Bildhauer
- Richard Leutheußer (1867–1945), Jurist und Politiker
- Otto Appel (1867–1952), Phytomediziner
- Anna Bernhardine Eckstein (1868–1947), Pazifistin
- Eduard Hermann (1869–1950), Linguist und Hochschullehrer
- Clara Möller-Coburg (1869–1918), Grafikerin
- Reinhold Artmann (1870–1960), Schreiner und Politiker
- Carl Bernhard Dietz (1870–1943), Pädagoge, Schulleiter und Politiker
- Carl Breuer (1872–1960), Maler und Bühnenbildner
- Hermann Quarck (1873–1932), Staatsrat und Mitglied des Deutschen Reichstags
- Hugo Kreyssig (1873–1933), Maler
- Hans Berger (1873–1941), Neurologe und Psychiater
- Abraham Friedmann (1873–1938),  Kaufmann
- Heinrich Höllein (1874–1947), Maler
- Leo Gutmann (1875–1951), Rechtsanwalt
- Ernst Marlier (1875–1950), Unternehmer
- Carl Kessler (1876–1968), Landschaftsmaler
- Max Hess (1877–1969), US-amerikanischer Kunstturner
- Alexandra von Sachsen-Coburg und Gotha (1878–1942), Prinzessin von Großbritannien und Irland und Mitglied der britischen Königsfamilie sowie später durch Heirat Fürstin zu Hohenlohe-Langenburg
- Louis Oppenheim (1879–1936), Gebrauchsgraphiker
- Alexander Zinn (1880–1941), Schriftsteller, Politiker und Staatsrat in Hamburg
- Fred Immler (1880–1965), Schauspieler
- Curt Liebmann (1881–1960), General der Infanterie
- Walthari Teja Uhlenhuth (1881–1965), Fotograf und Maler
- Eduard Scheler (1883–1964), Architekt
- Carl Eduard (1884–1954), letzter Herzog von Sachsen-Coburg und Gotha
- Willy Menzner (1885–1932), Bildhauer
- Paul Römhild (1885–1953), Politiker
- Wilhelm Rehlein (1885–1954), Bürgermeister
- Carl Leonhardt (1886–1969), Dirigent
- Hans Schreyer (1886–1945), Politiker
- Paul Sollmann (1886–1950), Landschafts-/Architekturmaler, Fotograf und Grafiker
- Otto Möller (1887–1949), Jurist und Politiker
- Franz Dehler (1888–1970), Landrat und Präsident der Bayerischen Verwaltung der staatlichen Schlösser, Gärten und Seen
- Marga Lindt (geb. Margareta Sauer; 1888–1969), Schauspielerin
- Burkhardt Schilling (1888–1957), Pädagoge
- Alfred D. Bamberger (1890–1956), Kaufmann, Unternehmer und Firmengründer
- Hans Eichel (1890–1948), Polizeidirektor und SA-Führer
- Fritz Mollwitz (1890–1967), Baseballspieler in den USA
- Maria Uhden (1892–1918), Malerin und Grafikerin
- Veit Krauß (1893–1968), Maler und Grafiker
- Kuno Popp (1893–1973), Politiker der NSDAP
- Georg Schleicher (1893–1976), Bildhauer
- Richard Teufel (1897–1958), Architekt und Kunsthistoriker
- Erich Braun (1898–1982), Mediziner
- Hans-Joachim Büttner (1900–1973), Schauspieler
- Herbert Zeitner (1900–1988), Gold- und Silberschmied

### 1901 bis 1950
- Alfred Seidler (1901–1976), Politiker (NSDAP)
- Carl Otto Müller (1901–1970), Maler
- Georg Schneider (1902–1972), Schriftsteller und Politiker
- Hans Morgenthau (1904–1980), Jurist und Politikwissenschaftler
- Kurt Eccarius (1905–1984), Leiter des Arrestbereiches im KZ Sachsenhausen
- Ottokar Lorenz (1905–nach 1943), nationalsozialistischer Wirtschaftshistoriker
- Otto Kindler (1905–1962), Regisseur, Schauspieler und Schriftsteller
- Lena Meyer-Bergner (1906–1981), Textildesignerin, Vertreterin der Textilkunst am Bauhaus
- Ernst Kupfer (1907–1943), Kampfflieger im Zweiten Weltkrieg und Eichenlaubträger
- Yvonne Desportes (1907–1993), französische Komponistin
- Hermann Meusel (1909–1997), Botaniker
- Günther Weißenborn (1911–2001), Pianist, Liedbegleiter und Dirigent
- Eva Ahnert-Rohlfs (1912–1954), Astronomin
- Johannes E. Bischoff (1913–2004), Archivar
- Karl-Heinz Schwab (1920–2008), Jurist und emeritierter Professor für bürgerliches Recht und Zivilprozessrecht
- Wolfgang Stammberger (1920–1982), Politiker (FDP, SPD), MdB, Bundesjustizminister, Coburger Oberbürgermeister
- Heinrich Strecker (1922–2013), Professor für Statistik und Mathematik
- Walter Hamel (1923–2009), Maschinenbauingenieur
- Otto Waldrich (1923–2017), Unternehmer, Ehrenbürger
- Werner Scheler (1923–2018), Arzt und Pharmakologe
- Helmut Knauer (1924–2010), Landrat des Landkreises Coburg
- Günter Dührkop (1925–2002), Maler und Grafiker
- Jens Feddersen (1928–1996), Journalist und Publizist
- Heinrich Beck (1928–2006), Mediziner
- Jürgen Diestelmann (1928–2014), evangelisch-lutherischer Theologe
- Tilmann Breuer (1931–2022), Kunsthistoriker und Denkmalpfleger
- Günther Weiß (1933–2007), Musikwissenschaftler, Dirigent, Musiker und Hochschullehrer
- Heinz-Wolfgang Kuhn (1934–2023), deutscher Theologe
- Herbert Schumann (1935–2010), deutscher anorganischer Chemiker, lange Zeit an der TU Berlin
- Hubertus Ernst (1938–2016), Unternehmer
- Karl-Heinz Hoffmann (* 1939), Mathematiker und Wissenschaftsmanager
- Dietrich von Haeften (1940–2022), Oberst und Sachbuchautor
- Gert Klingenschmitt (1940–2021), Historischer Sprachwissenschaftler, Professor in Erlangen und Regensburg
- Tatunca Nara (* 1941), deutsch-brasilianischer Hochstapler
- Uwe Meves (* 1944), Germanist, Sprachwissenschaftler und Hochschullehrer
- Klaus Volk (* 1944), Rechtswissenschaftler und Strafverteidiger
- Michael Welder (1944–1996), deutscher Neuzeithistoriker, Sachbuchautor und Fotograf
- Philipp Heinisch (* 1945), Maler, Zeichner und Karikaturist
- Peter Jacobi (* 1945), Politiker
- Anneliese Hübner (* 1946), Autorin und Heimatdichterin
- Werner G. Daniel (1947–2025), deutscher Kardiologe
- Michael Sachs (1947–2021), Politiker, Staatsrat der Freien und Hansestadt Hamburg
- Michael Stoschek (* 1947), Unternehmer
- Klaus-Peter Göpfert (* 1948), Ringer
- Michael Petz (* 1948), Lebensmittelchemiker und Hochschullehrer
- Leopold Schindler (* 1950), Chorleiter, Kirchenmusiker und Musikpädagoge
- Jürgen Kloosterhuis (* 1950), Direktor des Geheimen Staatsarchivs Preußischer Kulturbesitz
- Carl-Hubertus von Butler (* 1950), General

### Seit 1951
- Norbert Hofmann (* 1951), Fußballspieler und -trainer
- Jo Schöpfer (* 1951), Bildhauer
- Horst Schörshusen (* 1951), Politiker
- Michael Rutz (* 1951), Journalist
- Roland Sauerbrey (* 1952), Physiker
- Klaus Janson (* 1952), US-amerikanischer Comiczeichner
- Michael Dreyer (* 1953), Künstler und Gestalter
- Alexander Pelz (* 1953), Schauspieler und Regisseur
- Rolf Schieder (* 1953), Professor für Praktische Theologie und Religionspädagogik
- Winfried Berger (1954–2010), Kirchenmusikdirektor
- Walter-Jörg Langbein (* 1954), Sachbuchautor
- Michael Kortstock (* 1954), Präsident der Hochschule München
- Jutta Czurda (* 1955), Choreografin und Sängerin
- Michael Laube (* 1955), Maler und Installationskünstler
- Wolfgang Blendinger (* 1955), Professor für Erdölgeologie
- Michael C. Busch (* 1957), Politiker
- Norbert Mutzbauer (* 1957), Jurist und Richter am Bundesgerichtshof
- Sabine Friedrich (* 1958), Autorin
- Thomas Witzmann (1958–2025), Musiker und Komponist
- Annette Hopfenmüller (* 1959), Filmemacherin und Musikproduzentin
- Norbert Kastner (* 1959), Oberbürgermeister Coburgs
- Andreas Krämmer (* 1959), Bildhauer
- Harald Sandner (* 1960), Heimatforscher und Sachbuchautor
- Georg Schnurer (* 1960), Journalist und Moderator
- Michael Goepferd (1961–1996), Graphiker und Illustrator
- Martin May (* 1961), Schauspieler, Autor und Sprecher
- Sabine Demel (* 1962), Theologin
- Albert Koch (* 1962), Musikjournalist
- Stefan Liebig (* 1962), Soziologe
- Doris Nauer (* 1962), römisch-katholische Theologin
- Eckart Conze (* 1963), Historiker
- Michael Zäh (* 1963), Universitätsprofessor, TU München
- Martin Böhm (* 1964), Versicherungswirt und Politiker
- Florian Don-Schauen (* 1964), Autor
- Sabine Gross (* 1964), Politikerin (SPD)
- Uwe Hiksch (* 1964), ehemaliger Bundestagsabgeordneter für die SPD (1994–1999) und für die PDS (1999–2002)
- Bernd Müller-Röber (* 1964), Molekularbiologe und Hochschullehrer
- Bernd Friedmann (* 1965), Musiker und Produzent
- Beate Klepper (* 1965), Autorin
- Frank Greiner (* 1966), Fußballspieler
- Alex Meik (* 1966), Jazzmusiker
- Christian Schmidt (* 1966), Bühnen- und Kostümbildner
- Kerstin Hack (* 1967), Anglistin, Ethnologin, Autorin, Verlegerin und Referentin
- Katarina Klaffs (* 1967), Schauspielerin
- Marcus Köhler (* 1967), Richter am Bundesgerichtshof
- Friederike Schmöe (* 1967), Krimiautorin
- Torsten Schwede (* 1967), deutsch-schweizerischer Bioinformatiker und Hochschullehrer
- Achim Wagner (* 1967), Schriftsteller
- Thomas Hofmann (* 1968), Lebensmittelchemiker
- Markus Kotzur (* 1968), Jurist
- Mathias F. Müller (* 1968), österreichischer Kunsthistoriker, Publizist und Kunstpädagoge
- Claudia Porwik (* 1968), Tennisspielerin
- Andrea H. Schneider-Braunberger (* 1968), Historikerin
- Alexandra von der Weth (* 1968), Sopranistin
- Carl-Christian Dressel (* 1970), Bundestagsabgeordneter für die SPD (2005–2009)
- Andreas Hackethal (* 1971), Wirtschaftswissenschaftler und Hochschullehrer
- Till Nassif (* 1971), Moderator
- Natalie Gutgesell (* 1972), Künstlerin
- Johannes Rosenstein (* 1973), Dokumentarfilmer
- Steffen Vogel (* 1974), Landtagsabgeordneter
- Stefan Unterberger (* 1974), Kameramann
- Martin Keßler (* 1975), evangelischer Theologe
- Julia Stoschek (* 1975), Kunstsammlerin
- Christian Rose (* 1977), Handball-Nationalspieler
- Julia Kahleyß (* 1978), Historikerin und Archivarin
- Thorsten Köhler (* 1978), Schauspieler
- Michael Rödel (* 1978), Germanist
- Fabian Bauersachs (* 1979), Freestyle-Motocrosser
- Christian Bögle (* 1979), Cartoon-Zeichner
- Martin Forkel (* 1979), Fußballspieler
- Katrin Anne Heß (* 1979), Schauspielerin
- Volkram Zschiesche (* 1979), Schauspieler
- Michael Wagner (* 1981), Skispringer
- Sebastian Grünewald (* 1984), Schauspieler
- Daniel Seiler (* 1985), Autor und Blogger
- Dominik Sauerteig (* 1986), Kommunalpolitiker, Oberbürgermeister von Coburg
- Sabrina Lang (* 1987), Radiomoderatorin, Journalistin und Sprecherin
- Maximilian Grünewald (* 1989), Schauspieler
- Andreas Wolf (* 1990), Handballspieler
- Annamaria Kowalsky (* 1991), 	österreichisch-kroatische Komponistin, Musikerin und Künstlerin
- Kevin Krawietz (* 1992), Tennisspieler
- Aykut Civelek (* 1994), Fußballspieler
- Marius Wolf (* 1995), Fußballspieler
- Cedric Teuchert (* 1997), Fußballspieler
- Fabian Apfel (* 1999), Handballspieler
- Soufiane Messeguem (* 2001), Fußballspieler
- Jakob Tranziska (* 2001), Fußballspieler